# Tachov
Tachov (deutsch Tachau) ist eine tschechische Stadt in der Pilsner Region (Plzeňský kraj).

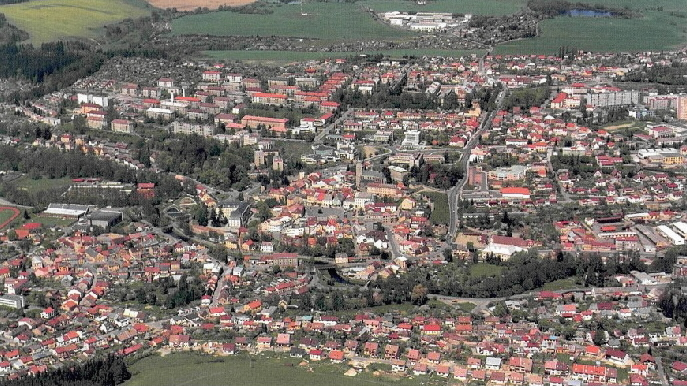
Luftbild (Aufnahme 2006)

## Geographische Lage
Die Stadt liegt in Westböhmen in der Tachauer Furche (Tachovská brázda) am Fluss Mže (deutsch Mies) und am Abhang des Kohlberges, etwa 55 km westlich von Pilsen.

## Stadtgliederung
Die Stadt Tachov besteht aus den Ortsteilen Bíletín (Büleding), Malý Rapotín (Kleingropitzreith), Mýto (Mauthdorf), Oldřichov (Ullersreith), Světce (Heiligen), Tachov, Velký Rapotín (Großgropitzreith) und Vítkov (Wittingreith). Grundsiedlungseinheiten sind Bíletín, K Vilémovu, Ke Ctiboři, Malý Rapotín, Myto, Oldřichov, Pod mohylou, Pod nádražím, Průmyslový obvod, Průmyslový obvod-Delta, Průmyslový obvod-východ, Rapotínská, Světce, Tachov-jih, Tachov-střed, Trocnovská, U polikliniky, Ve Vilkách, Velký Rapotín, Vilémov, Vítkov, Za nádražím, Za řekou und Za školou.
Das Stadtgebiet gliedert sich in die Katastralbezirke Malý Rapotín, Mýto u Tachova, Oldřichov u Tachova, Tachov, Velký Rapotín und Vítkov u Tachova.

## Geschichte

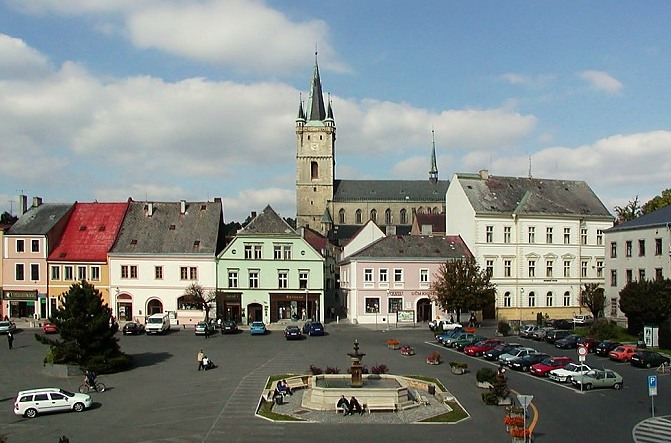
Marktplatz

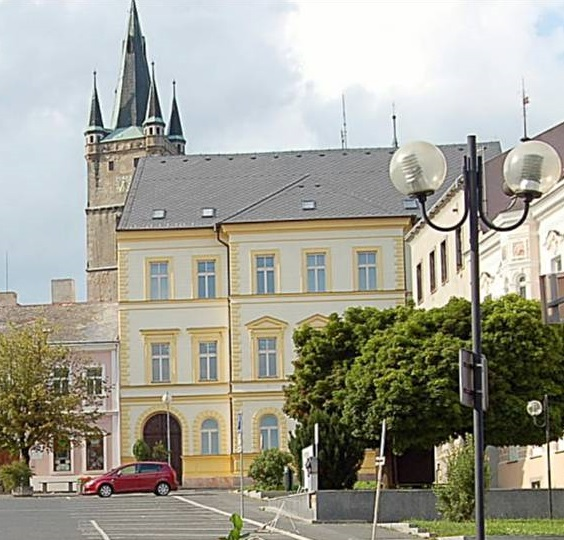
Gebäude am Marktplatz

### Mittelalter
Die ersten schriftlichen Aufzeichnungen über Tachov stammen aus dem frühen 12. Jahrhundert. Eine Siedlung an der Stelle des heutigen Tachov ist zum ersten Mal im Jahre 1115 belegt. Die ersten Siedlungen sind aber deutlich älteren Datums. In der Nähe stand wahrscheinlich auch eine kleine Burg, die 1126–1131 von Soběslav I. zu einer Königsburg umgebaut wurde. Diese Burg erweiterte Přemysl Ottokar II. um 1270 und legte bei ihr auch eine Stadt an, die zum ersten Mal 1285 erwähnt wird. Im 13. Jahrhundert entstanden unter seiner Herrschaft im Vorland des böhmischen Grenzwaldes (Böhmerwald) unter Bewachung durch die Choden die ersten Königsstädte.
Nach dem Tod Přemysl Ottokars I. wurde die Stadt von der Krone häufig verpfändet, erlebte aber auch in der wechselvollen Geschichte Böhmens Blütezeiten, etwa unter Karl IV. Die Bürger der Stadt Tachau hatten ihre eigene städtische Gerichtsbarkeit, die ihnen bereits König Johann von Luxemburg am 5. Juli 1337 bestätigte. Mit Urkunde vom 29. Juli 1372 schloss Karl IV. die Bürger und Einwohner der Stadt Tachau von allen Eingriffen fremder Gerichte aus. Die gotische Kirche Mariä-Himmelfahrt neben der im Jahr 1329 erwähnten Wenzelskirche aus der Zeit Karls IV. wurde 1400 in spätgotischem Stil umgebaut und ist bis heute erhalten.
Im Jahr 1427 kurz nach der Schlacht bei Zwettl am 25. März 1427 schlugen die Hussiten unter dem Heerführer Andreas Prokop dem Großen in der Schlacht bei Tachau ein gewaltiges Kreuzfahrerheer unter Kardinal Henry Beaufort, Bischof von Winchester, und Friedrich I. von Hohenzollern, welches dezimiert mit Kardinal Beaufort über die Böhmerwald-Pässe in Richtung Nürnberg flüchtete. Die Hussiten eroberten durch diesen Sieg die Stadt Tachau an der Handels- und Heeresstraße von Pilsen nach Nürnberg, der sogenannten Goldenen Straße. Dabei brannte Tachau in weiten Teilen nieder. Dieser Sieg sicherte den Hussiten für längere Zeit die Macht über Böhmen.
Von Tachau aus fanden hussitische Eroberungs- und Plünderungszüge in die benachbarte Oberpfalz und nach Bayern statt. In der anschließenden wechselvollen Geschichte kam Tachau wieder in königlich-böhmischen Besitz. Nach der weiteren erfolgreichen Schlacht bei Taus gegen ein Kreuzfahrerheer wurde in geschichtlichen Quellen am Ende der Hussitenkriege im Jahre 1434 in Tachau die Herrschaft eines Heinrich von Metelsko, Kanonikus zu St. Apollinaris zu Prag, erwähnt, der die Stadt offensichtlich von den Hussiten eingelöst und dem römisch-katholischen Glauben zurückgeführt hat. Bereits im Jahre 1421 hatte Kaiser Siegmund, König von Böhmen, dem Heinrich v. Metelsko die Burg Tachau um 1400 Gulden zuschreiben lassen. Auf ihn folgten im 15. Jahrhundert über drei Generationen als Herrschaftsbesitzer die Herren von Guttenstein-Vrtba (Adelsgeschlecht) (tschechisch Gutštejn). In dieser Zeit, der zweiten Hälfte des 15. Jahrhunderts, wurde das Tachauer Franziskanerkloster mit dem Ziel errichtet, die verbliebenen Anhänger der Lehre des Reformators Jan Hus (um 1369–1415) wieder zum katholischen Glauben zu bekehren.
Am 1. September 1492 gab es in Tachau eine große Feuerkatastrophe, welche die Stadt innerhalb der Ringmauern erfasste und das Stadtarchiv mit allen wichtigen Unterlagen vernichtete.

### Beginn der Neuzeit
Ab 1510 stand die Stadt unter der Herrschaft des Königs von Böhmen, wurde aber immer wieder verpfändet. Dringender Geldbedarf führte schließlich zum Verkauf königlicher Grenzstädte wie Pfraumberg oder Tachau, so dass die Gemeinde und die Tachauer Stadtbürger zum Ende des 16. Jahrhunderts ihre Stadt für 30.000 Schock der Meißner Groschen als Pfand für die Dauer von 35 Jahren übernahmen und als freie und unabhängige Bürger verwalteten. In dieser Zeit gewann auch der Lehre des Reformators Martin Luther in der Stadt zunehmend Anhänger.
Die Chronisten berichten in den folgenden Jahren von zahlreichen Katastrophen in der Stadt. Am 1. Mai 1536 wurden wiederholt weite Teile der Stadt von einem Brand erfasst. Im Jahre 1544 ereignete sich eine Heuschreckenplage. Am 5. Oktober 1558 gab es erneut eine Brandkatastrophe, die 130 Häuser samt Kirche und Schloss traf. Auch hier wurden die Archivbestände vernichtet, so dass es nur sehr wenige Dokumente aus der Zeit vor dem Dreißigjährigen Krieg gibt. Der Brand am 21. April 1611 vernichtete 65 Häuser und forderte sieben Menschenleben.

### Dreißigjähriger Krieg
Nach der Beteiligung am Ständeaufstand zu Beginn des Dreißigjährigen Kriegs verlor Tachau alle Privilegien und wurde zu einer Provinzstadt. Wegen der Teilnahme an der evangelisch-lutherischen Bewegung gegen die römisch-katholischen Habsburger wurde die Herrschaft Tachau mit der Stadt und allen Gütern  1623  an Baron Johann Philipp Husmann (in tschechischen Texten: Jan Filip Husman z Namédy) verkauft, der als neuer Erbherr die Rekatholisierung durchführte, was mühsam gelang. Die Teilnahme am Ständeaufstand gegen die Habsburger hatte für die Bürger der Stadt katastrophale Folgen. Sie mussten eine hohe Geldstrafe aufbringen. Erst 1625 kehrte die Bürgerschaft Tachaus zur katholischen Kirche zurück und erklärte dem neuen Herrschaftsinhaber ihre Erbuntertänigkeit. Die barocke Mühle, die zur Zeit der Herrschaft Husmann im Jahre 1645 errichtet wurde, gehört heute zu den rekonstruierten Denkmälern der Stadt.
Während des Dreißigjährigen Kriegs wurde die Stadt wiederholt von schwedisch-evangelischen Truppen angegriffen und geplündert. Nach einem Überfall im September 1647 blieb die Stadt bis zum Abschluss des Westfälischen Friedens am 24. Oktober 1648 besetzt. Auch Jahre später hatte sich die Stadt wirtschaftlich nicht erholt; das Steuerbuch von 1654 vermittelt eindrucksvoll die ärmlichen Verhältnisse in der Stadt, die damals noch aus 95 bewohnten Häusern bestand.

### Österreichische Zeit

Tachau im Jahr 1738

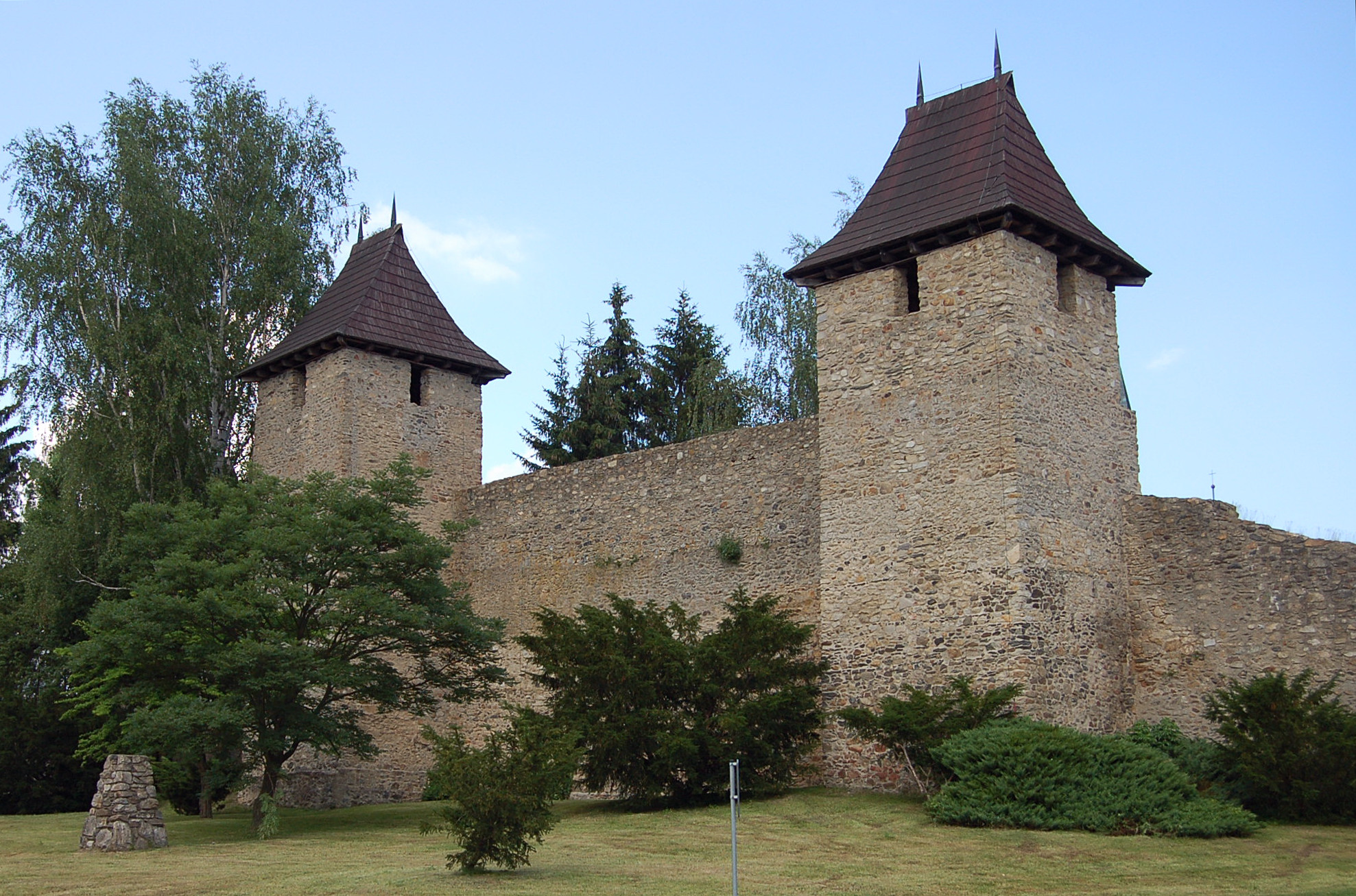
Stadtmauer

Die Töchter Husmanns verkauften 1664 einen Großteil der Herrschaft an Jan Anton Losy von Losinthal, dem 1654 der Titel eines Reichsgrafen verliehen worden war. Als neuer Herrschaftsbesitzer finanzierte er den schon von Husmann begonnenen Bau der Klosterkirche in Heiligen (tschechisch: Světce). Die alte Tachauer Burg wurde in eine Barockresidenz umgebaut. Ebenso wurden die Geldmittel für den aufwändigen Umbau des Tachauer Franziskanerklosters am Ende des 17. Jahrhunderts bereitgestellt.
Wertvolle Informationen über die Herrschaft Tachau enthält der Theresianische Kataster, der für das Jahr 1757 3954 Angehörige der Pfarrgemeinde ausweist, davon in der Stadt Tachau 1263 Personen. Nach dem Siebenjährigen Krieg (1756–1763) wurde 1770 mit der Nummerierung der Häuser begonnen, wobei mehr als 400 Häuser gezählt wurden.
Die Reichsgrafen Losy von Losinthal besaßen die Herrschaft Tachau über drei Generationen, bis die Familie 1781 im Namensträgerstamm erlosch. Reichsgraf Joseph-Niklas zu Windisch-Graetz kaufte am 12. Mai 1781 die Herrschaft Tachau von der Witwe des letzten Nachkommen Adam Philipp Losy für 250.000 Goldstücke und eine jährliche Witwenrente. Tachau wurde Sitz der Familie Windisch-Graetz, u. a. mit den Gütern Kladruby, Steken und Mladejovice. Bereits 1574 hatte die Familie das Inkolat in Böhmen erhalten und wurde 1658 in den Grafenstand und 1804 in den Fürstenstand erhoben. Sohn Alfred I. zu Windisch-Graetz, Erbe von Tachau, schlug 1848 als österreichischer Feldmarschall den Aufstand in Prag und den Wiener Oktoberaufstand nieder.
Auf ihn folgten in Tachau sein Sohn Alfred II. zu Windisch-Graetz (1819–1876), ebenfalls österreichischer General, sowie dessen Sohn Ludwig Alfred III. zu Windisch-Graetz (1851–1927), der von 1893 bis 1895 auch das Amt des österreichischen Ministerpräsidenten innehatte. Ein Großteil des Tachauer Großgrundbesitzes ging Anfang des 20. Jahrhunderts im Wege der männlichen Erbfolge an dessen Neffen Ludwig Aladar, aus dem ungarischen Zweig der Familie, das restliche Vermögen wurde auf seine Töchter aufgeteilt. 1945 nach Ende des Zweiten Weltkriegs erfolgte durch die damalige Regierung der Tschechoslowakei zu ihren Gunsten die Beschlagnahme aller Güter der Familie Windisch-Grätz.

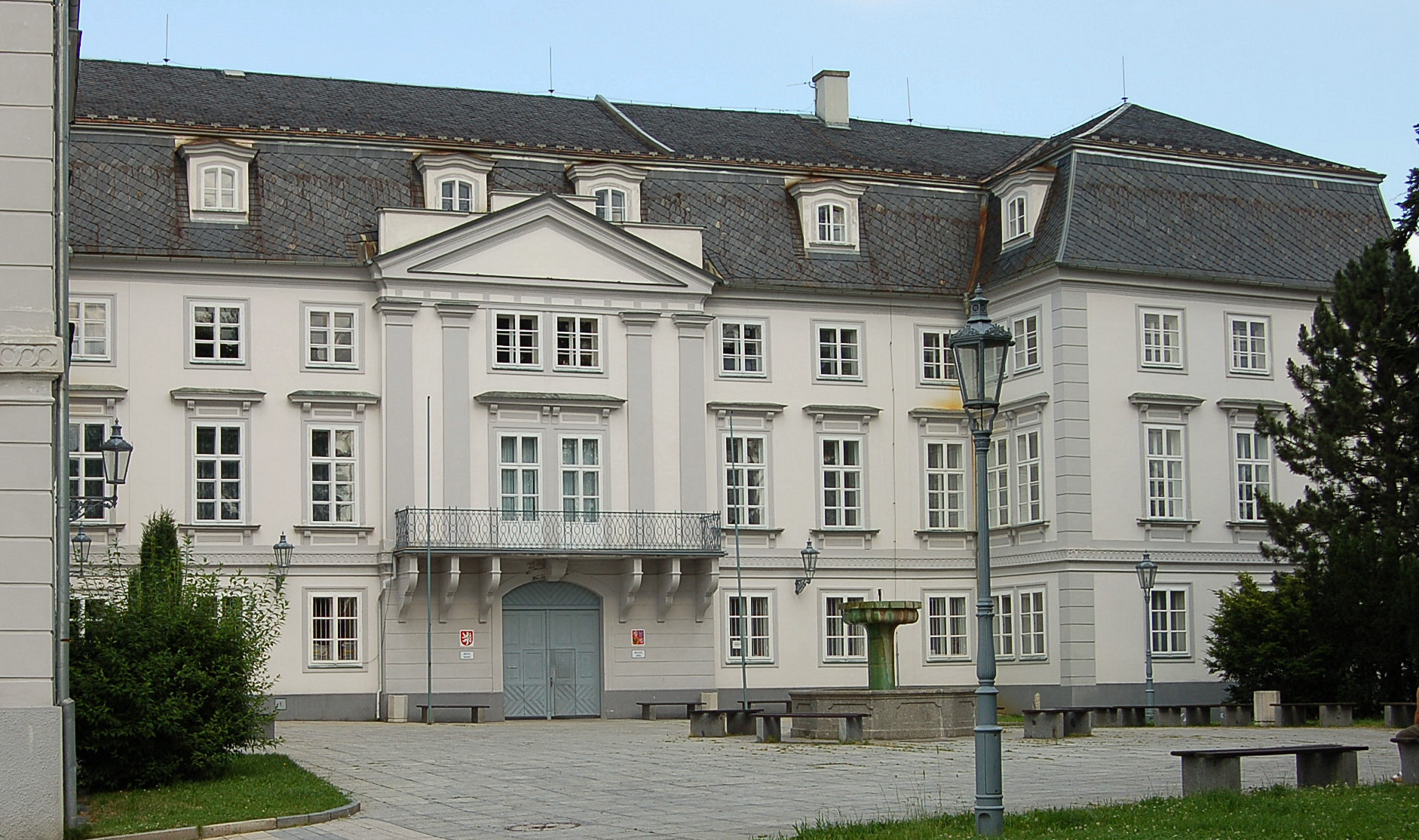
Schloss

In die Zeit der Herrschaft der Familie Windisch-Graetz fällt unter anderem der Umbau des Tachauer Schlosses im klassizistischen Baustil, womit bereits 1787 begonnen wurde. Im nahegelegenen Stadtteil Heiligen (tschechisch: Světce) plante Alfred I. zu Windisch-Graetz anstelle der Klosterkirche ein großes Schloss; diese Planung wurde jedoch nicht zu Ende geführt. Bis zum Ende des 19. Jahrhunderts war anstelle der barocken Klosterkirche ein in den Ausmaßen beeindruckendes Bauwerk mit neuromanischer Fassade und Türmen entstanden. Nach dem Tod des Fürsten Alfred I. zu Windisch-Graetz führte sein Sohn die Arbeiten am Schloss nicht weiter fort, so dass das Gebäude in den nächsten Jahrzehnten zunehmend verfiel. Erhalten geblieben ist die benachbarte monumentale Reithalle. Die 1859 fertiggestellte, zweitgrößte Reithalle Europas wurde inzwischen restauriert und dient heute als Aufführungsort der bayerisch-böhmischen Festspiele im Rahmen des Kultursommers Bärnau –Tachov auf tschechischer Seite.
Die wirtschaftliche Situation der Stadt Tachov im Westböhmen veränderte sich ab der zweiten Hälfte des 19. Jahrhunderts. Im Jahre 1850 nach der Aufhebung der Erbuntertänigkeit und des Frondienstes der Bewohner des Ortes wurden am Tachauer Marktplatz staatliche Ämter eingerichtet, unter anderem das Justizamt und das Bezirksamt. 1895 wurde die Stadt nach der Eröffnung der Lokalbahn Plan–Tachau Bahnstation.
Seit der Mitte des 19. Jahrhunderts entwickelte sich eine bescheidene Industrie.

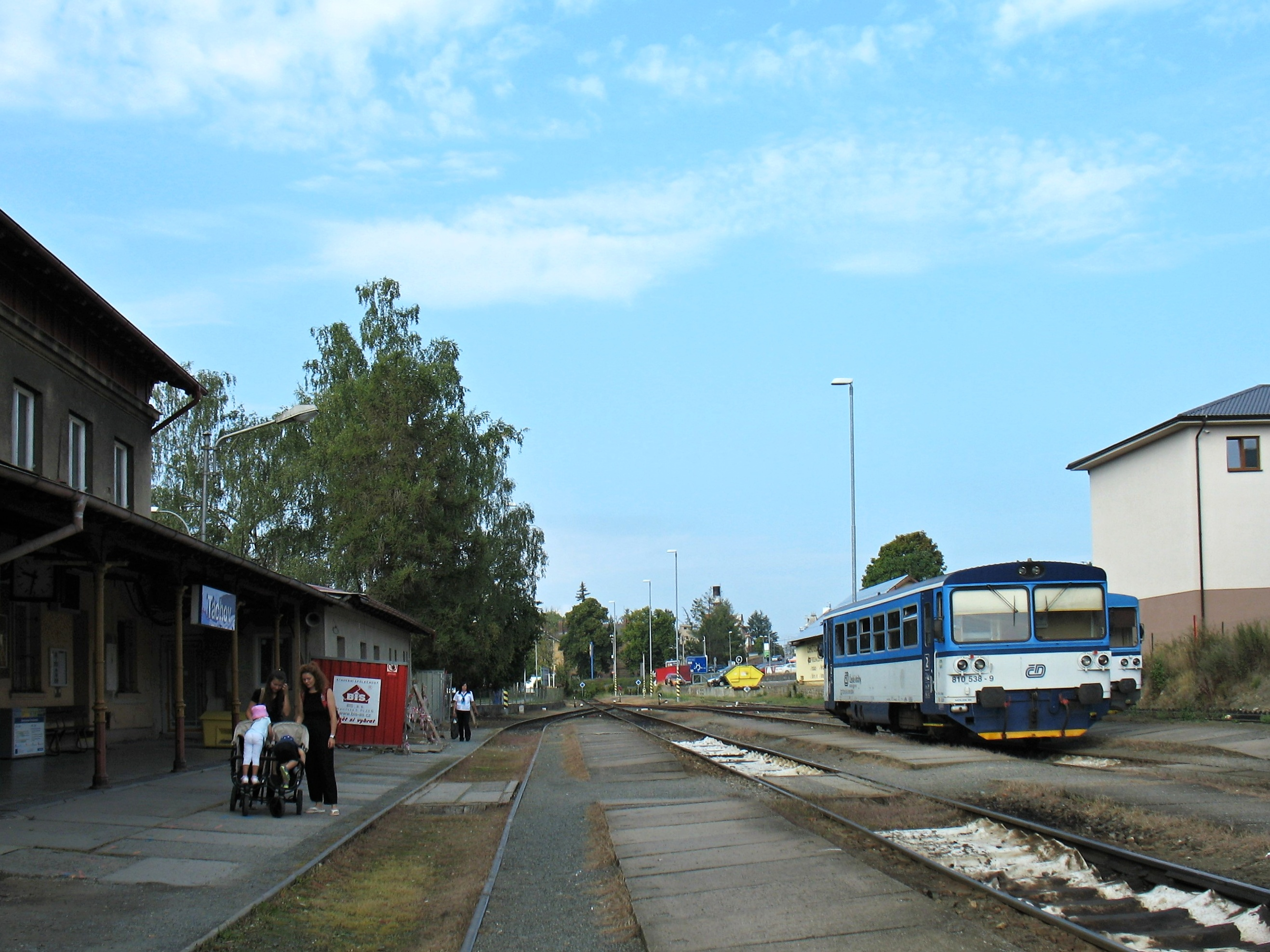
Dieseltriebwagen im Bahnhof

### 1900 bis 1945
Im Jahr 1900 hatte die Kreisstadt Tachau 5.217 Einwohner. Davon waren 5.147 deutsch- und 26 tschechischsprachig.
Tachau entwickelte sich vor und in der Zeit nach dem Ersten Weltkrieg (1914–1918) zu einer größeren Kleinstadt. Sie gehörte ab Ende Oktober 1918 zur Tschechoslowakei. Etwa 400 neue Häuser wurden errichtet, und im Jahre 1930 wurden 7075 Einwohner gezählt.
Die holzverarbeitende Industrie, die seit dem Jahre 1790 bestand, gewann größere Bedeutung. Bis zum Jahr 1929 entstanden in Tachau zwölf holzverarbeitende Betriebe, die neben der Produktion von Holzknöpfen auch Perlmutt verarbeiteten. Holz- und Perlmutt-Produkte aus dem Kreis Tachau sowie seit den 1930er Jahren auch Erzeugnisse aus dem Kunststoff Galalith wurden an ein weit gespanntes Kundennetz verkauft. Einige Ausstellungsstücke sind heute im Tachover Heimatmuseum, dem Gebäude des ehemaligen Franziskanerklosters, zu besichtigen.

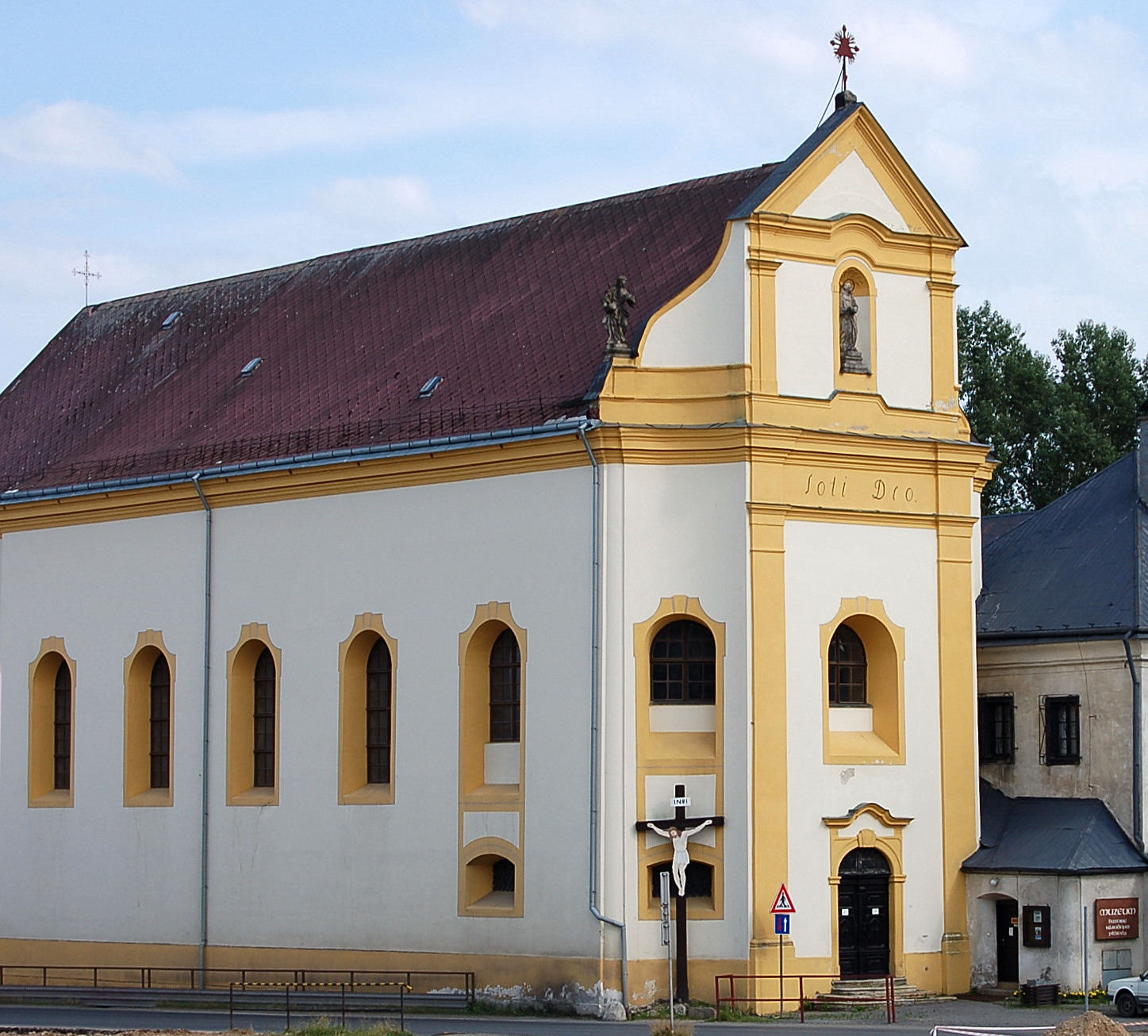
Ehemaliges Franziskanerkloster

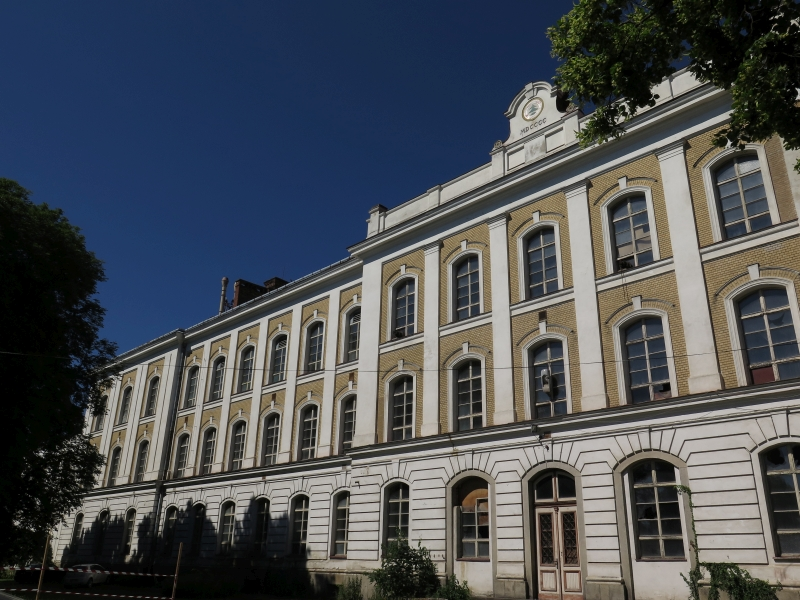
Tabakfabrik

Die Produktion von Knöpfen aus Holz und Perlmutt entwickelte sich zum Haupt- oder Nebenerwerb in der Region. In vielen Häusern standen Drehbänke mit Fußantrieb. Firmen in Tachau und später auch in Galtenhof lieferten den Einwohnern Perlmutt, den diese zu Hause verarbeiteten. Ein Teil der Arbeiter drehte aus dem Perlmutt Knöpfe in verschiedener Größe, andere bohrten die Knopflöcher (das sogenannte Löcheln), zuletzt wurden die fertigen Knöpfe auf Karten genäht, die zum Verkauf kamen. Nach 1945 und der Ausweisung und Enteignung der Deutschen in Tachau siedelte sich die Perlmuttindustrie im bayrischen Bärnau, etwa 15 Kilometer westlich, an. Bärnau wird bis heute als Knopfstadt Bärnau bezeichnet; hier befindet sich das Deutsche Knopfmuseum. Des Weiteren war für die wirtschaftliche Entwicklung von Tachau eine Tabakfabrik von Bedeutung, die im Jahr 1897 errichtet wurde und 1939 jährlich neun Millionen Zigarren und 450 Millionen Zigaretten erzeugte und etwa 400 Menschen Arbeit und Einkommen gab.
Als Folge des Ersten Weltkrieges kam es 1918 zum Zerfall der österreichisch-ungarischen Monarchie und zur Gründung der Tschechoslowakei. Bei der anschließenden Bodenreform wurde auch der Großgrundbesitz des ehemaligen k.k. Ministerpräsidenten Alfred Windisch-Graetz in Tachau enteignet, mit Ausnahme von Schloss Tachau. (Er und seine Frau Gabriela blieben zwar österreichische Staatsbürger, lebten aber bis zu ihrem Tod in Tachau.)
In zweisprachigen, auf Tschechisch und Deutsch abgefassten amtlichen Zählbögen wurde die Tachauer Bevölkerung am 16. Februar 1921 in einem Zensus erfasst. Zu Beginn der 1930er Jahre hatte Tachau 6825 Einwohner, davon 6251 Deutsche (92 %), 448 Tschechen und 126 anderer Nationalität.
Die Multinationalität in der 1918 gegründeten, jetzt tschechisch dominierten Republik hat das Zusammenleben zwischen Tschechen und Deutschen in den folgenden Jahren auch im Sudetenland mit seiner überwiegend deutschen Bevölkerung entscheidend geprägt. Persönlichkeiten, wie etwa Ludwig Czech, der Vorsitzende der deutschen Sozialdemokraten (DSAP), bemühten sich zwar um integrative Politik und konstruktive Mitarbeit in der Tschechoslowakei, die sich aber nur in begrenztem Maße verwirklichen ließ. Entscheidenden Einfluss auf die historische Entwicklung hatte die Inflation 1923, die Weltwirtschaftskrise zu Beginn der 1930er Jahre und das Wegbrechen von Absatzmärkten durch die Wirtschaftspolitik der Regierung in Prag. Dies führte besonders in den Siedlungsgebieten der Sudetendeutschen mit einer ehemals leistungsfähigen Industrie zu wirtschaftlicher Not.

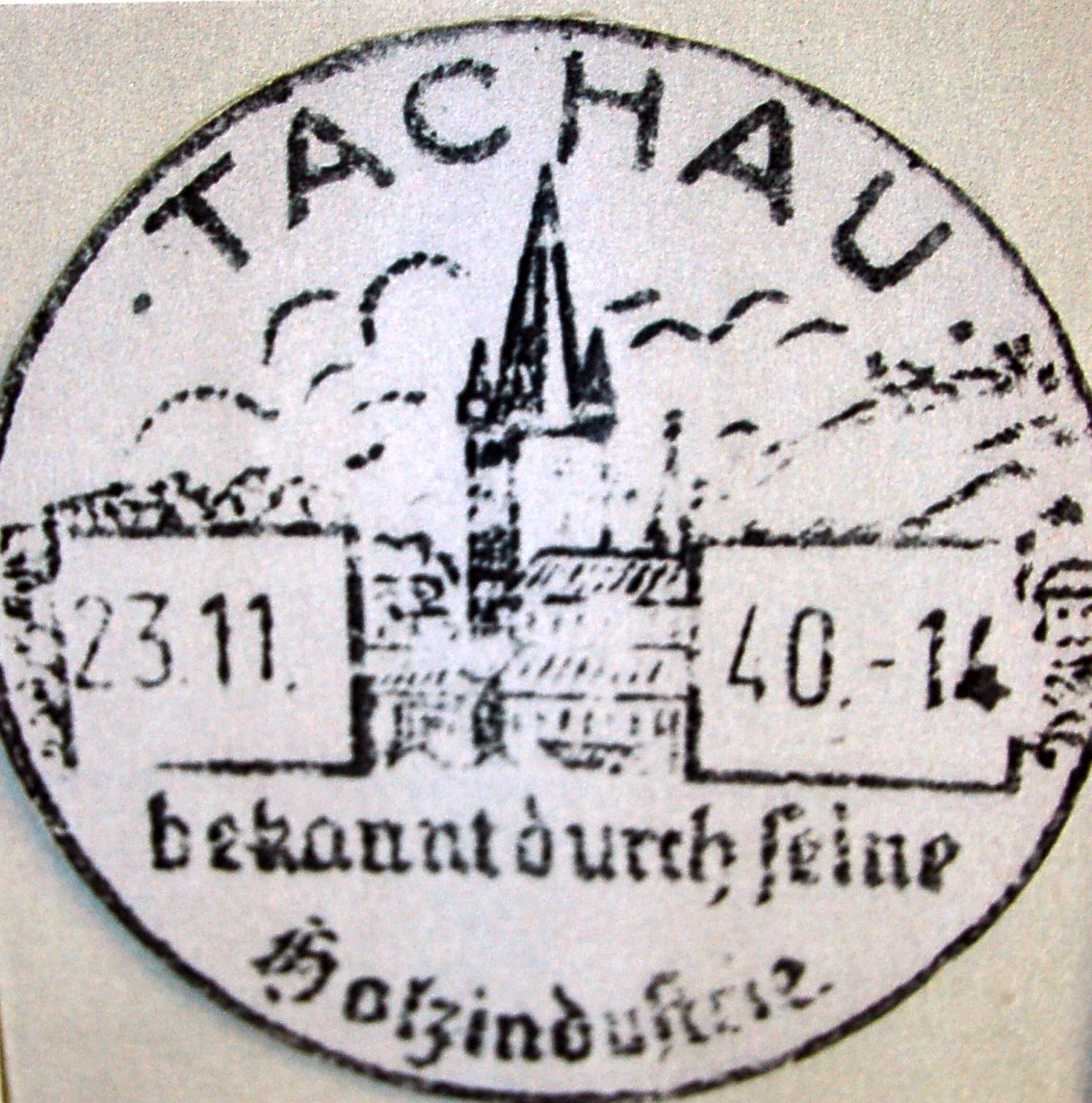
Poststempel 1940

Der in Deutschland seit 1933 herrschende Nationalsozialismus fand auch in Tachau zahlreiche Anhänger, was sich in den Wahlergebnissen widerspiegelte. Am 12. Juni 1938 erhielt in Tachau die Sudetendeutsche Partei unter der Führerschaft des späteren Reichsstatthalters und Gauleiters Henlein 3.694 Stimmen, die Deutsche sozialdemokratische Arbeiterpartei in der Tschechoslowakischen Republik kamen auf 425, die Komunistická strana Československa auf 58 Stimmen. Heftige Auseinandersetzungen gipfelten in Demonstrationen mit zwei Toten auf dem Tachauer Marktplatz. Nach dem Münchener Abkommen genannten Diktat gegenüber der Tschechoslowakischen Republik marschierten am 10. Oktober 1938 deutsche Truppen in Tachau ein. Angehörige der NSDAP übernahmen die entscheidenden Positionen in der Stadtverwaltung, und die Stadt wurde im Reichsgau Sudetenland Mittelpunkt des Landkreises Tachau im Deutschen Reich.
Die Volkszählung von 1930 hatte im Bezirk Tachau (mit 40.400 Einwohnern) nach der Religionszugehörigkeit 311 Israeliten ergeben. Die Verfolgung der jüdischen Mitbürger setzte mit der Machtübernahme der NSDAP ein. In der Nacht des 10. November 1938 wurde die Tachauer Synagoge in Brand gesetzt und die Feuerwehr daran gehindert, den Brand zu löschen. Am 2. Dezember 1938 erging die „Verordnung über die Anmeldung des Vermögens von Juden in den sudetendeutschen Gebieten“. Am 27. Dezember 1938 wurden auch in Tachau die Nürnberger Gesetze eingeführt. Aus Tachau flüchteten 250 Juden nach Amerika und England, von den Verbliebenen kamen viele ums Leben. Der Platz der Synagoge in der ehemaligen Judengasse ist bis heute unbebaut geblieben. Auch der jüdische Friedhof der Stadt sowie weitere in Dlouhý Újezd (Langendörflas) und Nové Sedliště (Neu-Zedlisch) sind Erinnerungsplätze an die ehemalige jüdische Gemeinde in Tachov und der Umgebung.
Im Zweiten Weltkrieg waren aus Tachau weit mehr als 500 Kriegstote und Vermisste zu beklagen, da die nunmehr deutschen Staatsbürger zur Wehrmacht eingezogen wurden. Die Stadt erlebte im Zweiten Weltkrieg auch Todesmärsche von KZ-Häftlingen in das nahegelegene KZ Flossenbürg. In der nächsten Umgebung der Stadt befindet sich heute als Gedenkstätte der Grabhügel für die 232 Opfer des Todesmarsches im April 1945.
Am Ende des Zweiten Weltkrieges wurde Tachau von der US-amerikanischen Luftwaffe angegriffen, wobei die Zerstörung der Waffenfabrikation in der ehemaligen Tabakfabrik im Vordergrund gestanden haben soll. Während des Krieges wurde hier für die Rüstung produziert. Am 14. Februar 1945 erfolgte ein schwerer Bombenangriff, der 57 Todesopfer forderte. In den folgenden Tagen gab es Tieffliegerangriffe, die weitere 12 Menschen das Leben kosteten. Tachau wurde am 2. Mai 1945 gegen 17:30 Uhr durch Truppen der U.S. Army besetzt. Der Kampf um die Stadt Tachau dauerte noch bis zum 5. Mai, ehe die deutschen Truppenverbände aufgaben und sich absetzten.

### Ab 1945
Die 97. US-Infanteriedivision richtete nach der Besetzung des Ortes kurzzeitig ihr Hauptquartier im Ort ein, ehe Tachov an die sowjetische Armee übergeben wurde. Eine Folge des Zweiten Weltkrieges war die fast vollständige Vertreibung und Enteignung der deutschböhmischen Bevölkerung aus Tachau auf der Basis der Beneš-Dekrete. In 20 registrierten Transporten wurden von März bis Oktober 1946 aus dem Tachauer Raum mehr als 23.500 Männer, Frauen und Kinder mit wenigen Habseligkeiten aus ihren Heimatorten vertrieben und zwangsweise meist nach Bayern und der Oberpfalz in Eisenbahntransporten ausgesiedelt. Die Tachauer Tabakfabrik diente dabei als Aussiedlungslager. Das Magazin war ein Internierungslager für NS-belastete, aber auch andere Personen. Dort fanden teilweise schwere Misshandlungen statt. 994 Todesnachweise in Zusammenhang mit der Vertreibung aus dem Bezirk Tachau wurden registriert. Die Stadt Weiden in der Oberpfalz übernahm 1956 die Patenschaft über die vertriebenen Deutschböhmen des Heimatkreises Tachau. Sie erneuerte diese Patenschaft im Jahre 2006. In Weiden gibt es im Kulturzentrum ein Tachauer Heimatmuseum, auch mit tschechischer Beschriftung für die Gäste aus dem Nachbarland.
Bei den ersten Wahlen nach dem Zweiten Weltkrieg im Jahre 1946 in der Tschechoslowakei erhielt die Kommunistische Partei im Kreisgebiet Tachov die meisten Stimmen der tschechischen Neusiedler. In die Städte und Gemeinden im Kreisgebiet Tachov zogen 1947 auch Neusiedler aus der Ukraine und Rumänien. Im Jahre 1948 begann die Kollektivierung der Landwirtschaft und die Bewirtschaftung durch landwirtschaftliche Einheitsgenossenschaften im Sinne der kommunistischen Planwirtschaft. Im Laufe der Jahre entstanden auch neue Produktionsbetriebe. Bei Tachov wurden unter sowjetischer Regie zeitweise Uranerze abgebaut.
1960 wurde Tachov Verwaltungszentrum des Landkreises Tachov. Zu den bedeutendsten Baudenkmälern im Zentrum der Stadt (heute zur Denkmalschutzzone erklärt) gehören u. a. die gotische Kirche Mariä Himmelfahrt, die restaurierte Mühle aus der Zeit der Herrschaft der Herren von Husmann und Teile der Stadtmauer aus dem 13./14. Jahrhundert. Das ehemals Windisch-Graetz'sche Schloss ist heute u. a. Sitz von Teilen der Stadtverwaltung. Es war nach dem Krieg Kaserne sowjetischer, dann tschechoslowakischer Truppen. Es verfiel, so dass 1968 zunächst der Abriss beschlossen wurde. Ein Jahr später begann die Restaurierung des Gebäudes. Außerhalb der innerstädtischen Denkmalschutzzone liegt das ehemalige Franziskanerkloster (heute Kreismuseum) und ein Denkmal, das an die siegreiche Hussitenschlacht im Jahr 1427 erinnert. 1971 begann der Bau der Trinkwassertalsperre Lučina westlich der Stadt im Bereich der Ortschaft Lučina. Die Stadt verfügt heute über ein Sportareal mit Hallenbad, Eisstadion, Fußball- und Tennisplätzen, ist an eine lokale Eisenbahnlinie und in etwa zehn Kilometer Entfernung an die Autobahn Richtung Prag angeschlossen.

## Bevölkerung
Bevölkerungsentwicklung bis 1945
| Jahr | Einwohner | Anmerkungen                                                              |
| ---- | --------- | ------------------------------------------------------------------------ |
| 1785 | 0 k. A.   | 417 Häuser einschließlich der großen Vorstadt und zwölf Judenwohnstätten |
| 1811 | 2.808     | [ 17 ]                                                                   |
| 1830 | 2.955     | in 485 Häusern                                                           |
| 1837 | 2.932     | darunter 266 Juden                                                       |
| 1900 | 5.482     | deutsche Einwohner                                                       |
| 1921 | 6.697     | mit Büdeling und Heligen, davon 6.380 deutsche Einwohner                 |
| 1930 | 7.075     | davon 448 Tschechen                                                      |
| 1939 | 6.425     | [ 22 ]                                                                   |

Bevölkerungsentwicklung nach Ende des Zweiten Weltkriegs
(Stand: 31.12. des jeweiligen Jahres)
| Jahr | Einwohner |
| ---- | --------- |
| 1960 | 05.203    |
| 1970 | 08.644    |
| 1980 | 12.786    |
| 1990 | 13.552    |

| Jahr | Einwohner |
| ---- | --------- |
| 2000 | 12.829    |
| 2010 | 12.418    |
| 2020 | 13.072    |
| 2022 | 13.800    |

## Sehenswürdigkeiten und Kultur

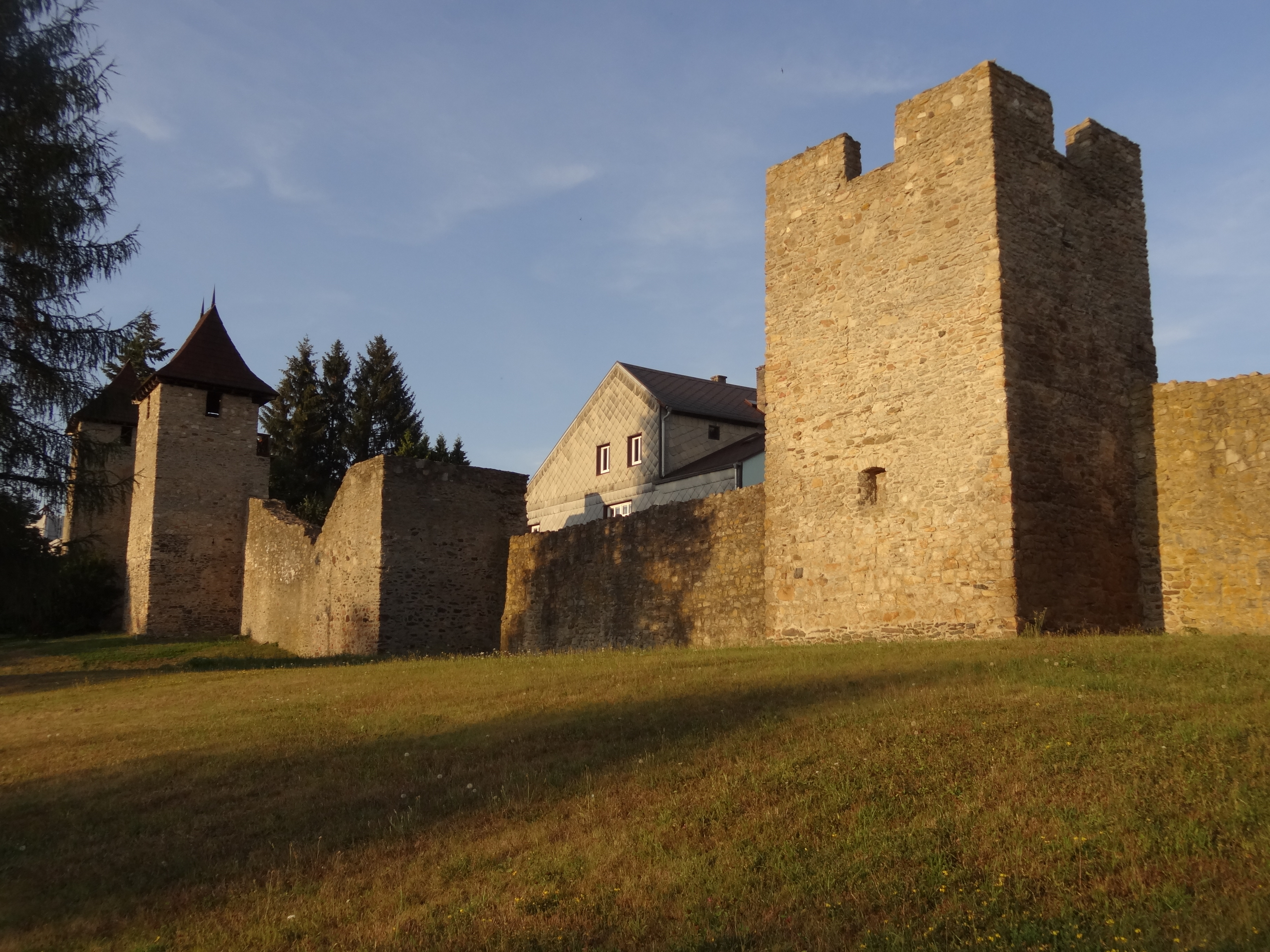
Stadtmauer

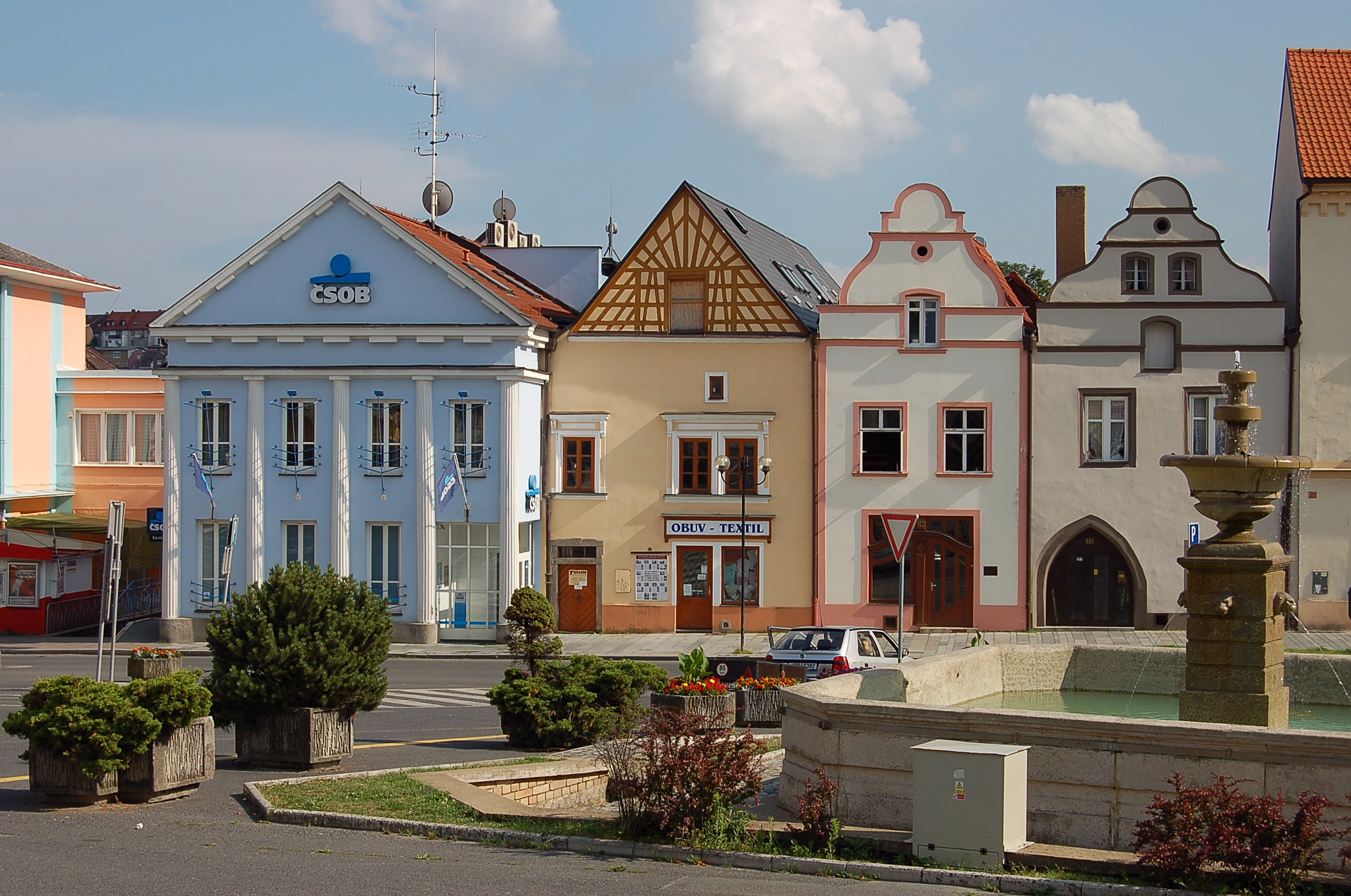
Restaurierte Häuser am Markt

- Stadtbefestigung mit gut erhaltener Stadtmauer und Türmen aus dem frühen 14. Jahrhundert
- Tachauer Schloss
- Standort des 1616 zerstörten Dominikanerklosters Tachau
- Franziskanerkloster Tachov – heute Kreismuseum
- Mariä-Himmelfahrt-Kirche aus dem 15. Jahrhundert
- Kirche St. Wenzeslaus
- Reithalle (renoviert und für Veranstaltungen wie der szenischen Wiederaufführung von Costanza e fortezza benutzt) und Ruine des unvollendet gebliebenen Schlosses der Fürsten Windisch-Graetz sowie Ruinen des Paulanerklosters im Stadtteil Světce
- Alter jüdischer Friedhof
- Geschichtspark Bärnau-Tachov

Unter dem Motto Geschichte & Kultur (er)leben in Bayern und Böhmen finden heute die bayerisch-böhmischen Festspiele an der Goldenen Straße statt. Aufführungsorte sind auf deutscher Seite die Stadt Bärnau, auf tschechischer Seite die Reithalle im Ortsteil Světce. Eine zweisprachige Premiere der Geschichte des braven Soldaten Schwejk nach dem Roman von Jaroslav Hašek stand 2006 auf dem Programm.

## Wirtschaft
Nach Reformversuchen während des Prager Frühlings im Jahre 1968 brachte erst die Samtene Revolution im Jahre 1989 eine deutliche Veränderung im politischen System der Tschechischen Republik und beendete die kommunistische Regierungszeit. Diese grundlegende Änderung kennzeichnet auch die heutige wirtschaftliche Entwicklung der Region Tachov. Im östlich gelegenen Industriebereich der Stadt haben sich Betriebe für Elektroteile, Maschinenbau, Kunststoff- oder Holzverarbeitung angesiedelt.
Seit dem Jahr 2000 produziert das deutsche Sportgeräteunternehmen Leki Lenhart in Tachov und beschäftigt rund 200 Mitarbeiter.

## Persönlichkeiten
Weitere Persönlichkeiten die vor Ort gewirkt haben
- Sigismund Scherertz (1584–1639), Geistlicher und Schriftsteller, Schulleiter und Pfarrer vor Ort
- Alfred Windisch-Grätz (1851–1927), Ministerpräsident von Österreich